# Cacho Fontana
 (juillet 2022).
Si vous disposez d'ouvrages ou d'articles de référence ou si vous connaissez des sites web de qualité traitant du thème abordé ici, merci de compléter l'article en donnant les références utiles à sa vérifiabilité et en les liant à la section « Notes et références ».
Pour les articles homonymes, voir Fontana.
Norberto Palese, né à Buenos Aires le 23 avril 1932 et mort dans le même ville le 5 juillet 2022, connu sous le nom de Jorge Cacho Fontana, est un animateur de radio et de télévision argentine et un artiste de renommée nationale. Doté d'une voix caractéristique, il a été, entre 1956 et 1980, la voix de la radio argentine et l'un des animateurs de télévision les plus appréciés.

## Biographie
Il est le fils unique d'Antonio Palese et Nieves Filgueiras. De sa première épouse, l'annonceur Dora Palma, il a une fille Estela, née en 1955. Pendant douze ans, il est en couple avec l'actrice Beba Bidart qu'il abandonne pour le mannequin Liliana Caldini. Il est marié à cette dernière pendant douze ans et a deux filles : les jumelles Lumila et Antonella. Son nom de scène lui est donné par son amie Zulema Bucci, une ancienne collègue de bureau. 
Des années plus tard, il a une relation avec le mannequin Marcela Tiraboschi, qui en 1992 le poursuit pour blessures (coups de poing) et incitation à la drogue, une accusation rejetée quatre ans plus tard.
En 2009, il subit une délicate opération cardiaque. Le 15 août 2019, il trébuche sur le trottoir après avoir quitté un restaurant et est transporté d'urgence à l'hôpital pour observation. Le 26 avril 2021, il est signalé qu'il était décédé des suites de problèmes pulmonaires. Quelques heures plus tard cependant, il apparaît en compagnie de sa fille pour confirmant qu'il se sent très bien et que dans quelques jours il va obtenir la décharge médicale.
Il meurt le 5 juillet 2022 à l'âge de 90 ans.